# منغنيت
المنغنيت هو معدن من معادن المنغنيز، وهو أكسيد هيدروكسيد المنغنيز MnO(OH)؛ ويوجد على هيئة صلب معدني أسود رمادي. للمنغنيت بنية بلورية مكونة من بلورات رمادية موشورية أو متكتلة ذات نظام بلوري أحادي الميل.
وصف المعدن أول مرة من الجيولوجي النمساوي فلهيلم فون هايدنغر سنة 1827، وأطلق عليه اسم المنغنيت لاحتوائه على فلز المنغنيز.